# 羅豊禄
羅 豊禄（ら ほうろく、Luo Fenglu、1850年 ‐ 1901年）。初名は稷臣。清末の外交官。
福建省閩県出身。1867年、求是堂芸局（後の船政学堂）に入学して英語を学んだ。7年後に首席で卒業し、船政大臣沈葆楨に抜擢されて船政学堂の教習に任命された。1877年より駐英・駐独公使館の通訳をしながら、キングス・カレッジ・ロンドンで学んだ。1880年に帰国した後は、北洋水師に勤務し、北洋大臣李鴻章の秘書兼外交顧問となった。その後、水師営務処道員、天津水師学堂会弁と昇進していき、1888年に提督の丁汝昌・林泰曽・劉步蟾とともに『北洋海軍章程』を起草した。
1896年、太僕寺卿に昇進し、駐英・伊・ベルギー公使に任命された。この年、李鴻章に従ってニコライ2世の即位式典のためにロシア帝国を訪れ、露清密約の交渉に参加した。1901年、駐露公使に任命され、義和団の乱の際にロシアに占領された東三省の返還にあたることになった。しかし病にかかって赴任することができず、程なくして死去した。